# Hervé Hamon
Pour les articles homonymes, voir Hamon.
Hervé Hamon, né le 14 août 1946 à Saint-Brieuc, est un écrivain, cinéaste et éditeur français.

## Biographie
D'abord professeur de philosophie pendant cinq années, il démissionne de l'Éducation nationale pour se consacrer à l'écriture. Journaliste quelque temps à Politique hebdo, il amorce ensuite, avec Patrick Rotman, une carrière d'écrivain enquêteur. De cette association naissent des ouvrages qui sont couronnés de succès : Les porteurs de valises, La deuxième gauche, Tant qu'il y aura des profs, Génération, en deux tomes (Tome 1 : Les Années de rêve, Tome 2 : Les Années de poudre), Tu vois je n'ai pas oublié (biographie d'Yves Montand).
D'un commun accord, Hamon et Rotman décident de travailler en solo après 1991.
Hervé Hamon publie une enquête sur les médecins puis bifurque vers des travaux plus littéraires et personnels où la mer occupe une grande place (Besoin de mer, L'Abeille d'Ouessant, Le livre des tempêtes). Après Le vent du plaisir, essai autobiographique, il revient à l'enquête avec Tant qu'il y aura des élèves où il revisite, vingt ans après, l'enseignement secondaire public. Il est élu, en 2005, écrivain de Marine (il démissionne en 2022, jugeant que le groupe est en voie de "caporalisation"). En 2006, il quitte les éditions du Seuil auxquelles il a été fidèle pendant 23 ans et s'en explique publiquement. En 2007, il publie son premier roman, Paquebot, aux éditions du Panama, et, en 2009, il  évoque la « condition provinciale » avec Toute la mer va vers la ville (Stock). Au printemps 2010, à la demande des Éditions Dialogues.fr (parutions papier et numérique confondues), il rédige douze nouvelles, La diagonale du traître.
En mai 2011, il revient au roman avec  Comédie musicale, évocation aigre-douce de la chasse aux sorcières, à Hollywood, dans les années 1950. En 2013, il abandonne toute activité d'éditeur, renoue avec le Seuil dont Olivier Bétourné est devenu le PDG, et publie au mois d'avril Ceux d'en haut, une saison chez les décideurs, « voyage » libre chez les grands patrons et les arbitres du jeu politique. Il donne au printemps 2015 un nouveau roman d'aventures où l'on retrouve les personnages de Paquebot : Pour l'amour du capitaine. En 2017, il publie chez TohuBohu éditions (l'éditeur est Jacques Binsztok, vieux compagnon de route du Seuil) Prévert l'irréductible, Tentative d'un portrait. En 2018, à l'occasion du cinquantenaire de Mai 1968, il confie aux Éditions de l'observatoire un court essai dont l'humour et l'insolence ne sont guère absents : L'Esprit de Mai.
En 2020, à la demande du créateur de la collection, Jean-Claude Simoên, il publie, chez Plon, un "Dictionnaire amoureux des îles" dont l'écho est important (couronné par le prix "Mémoires de la mer" décerné par le Musée de la marine et le Corderie royale de Rochefort).

## Ouvrages
Avec Patrick Rotman
- Les Porteurs de valises, Albin Michel, 1979
- Les Intellocrates, Ramsay, 1981
- La deuxième gauche : histoire intellectuelle et politique de la CFDT, Ramsay, 1982[1]
- Tant qu'il y aura des profs, Seuil, 1984
- Génération, Éditions du Seuil, 2 vol., 1987-1988
- Tu vois, je n'ai pas oublié, Éditions du Seuil/Fayard, 1990

Autres
- Nos médecins, Seuil, 1994
- Besoin de Mer, Seuil, 1997
- L'Abeille d'Ouessant, Seuil, 1999
- Le Livre des tempêtes, photographies de Jean Gaumy, Seuil, 2001
- Le vent du plaisir, Seuil, 2001
- Au bout de la remorque - Entretiens à bord avec Hervé Hamon, (avec Charles Claden) Seuil, 2001
- Tant qu'il y aura des élèves, Seuil, 2004
- Paquebot, roman, éditions du Panama, 2007 (et Points, 2011)
- Demandons l'impossible, roman-feuilleton, éditions du Panama, 2008 (reprise en deux tomes par les Éditions Glyphe, 2018)
- Un amour de Brest, Dialogues Éditeur, 2008
- Toute la mer va vers la ville, Stock, 2009
- La Diagonale du traître, nouvelles, Dialogues Éditeur, 2010
- Comédie musicale, roman, JBZ et Cie, 2011
- La Mer à mots choisis, Glénat, 2011
- Ceux d'en haut, Seuil, 2013
- Pour l'amour du capitaine, roman, Seuil, 2015
- Prévert, l'irréductible : tentative d'un portrait, TohuBohu, 2017
- Eloge de la marée, Éditions Dialogues, 2018
- L'Esprit de Mai, Éditions de l'observatoire, 2018
- Dictionnaire amoureux des îles, Plon, 2020
- Dictionnaire amoureux du plaisir, Plon, 2024